# Phêrô Lê Tấn Lợi
Phêrô Lê Tấn Lợi (sinh năm 1972) là một Giám mục người Việt của Giáo hội Công giáo Rôma tại Việt Nam. Ông hiện là Giám mục Chính tòa của Giáo phận Cần Thơ, Phó Chủ tịch Uỷ ban Mục vụ Di Dân trực thuộc Hội đồng Giám mục Việt Nam. Ông từng là linh mục thuộc linh mục đoàn Giáo phận Cần Thơ và hiện là linh mục giám học của Đại Chủng viện thánh Quý. Khẩu hiệu Giám mục của ông là: Chúa biết con...

## Thân thế và tu tập
Theo tư liệu Tòa Thánh và danh sách linh mục Giáo phận Cần Thơ cập nhật vào năm 2024, giám mục Lê Tấn Lợi sinh ngày 19 tháng 6 năm 1970. Ngoài ra, ông cũng sử dụng ngày sinh 28 tháng 7 năm 1972. Giám mục Lợi sinh tại phường Cái Khế, quận Ninh Kiều, thành phố Cần Thơ, thuộc giáo xứ An Hội, Giáo phận Cần Thơ. Gia đình ông hiện thuộc giáo xứ Hậu Bối, giáo hạt Trà Lồng, giáo phận Cần Thơ (thuộc địa giới hành chính xã Hưng Phú, huyện Mỹ Tú, tỉnh Sóc Trăng). Thân mẫu là bà Mátta Phạm Thị Lến (1937–2024). Giám mục Lợi cho biết gia đình ông sống tại một miền quê nghèo khó, và chính bản thân ông, từ năm học lớp ba, đã phải tìm cách phụ giúp gia đình kiếm sống, thông qua công việc bán bánh. Thời gian học trung học, cậu bé Lợi, thay vì một buổi học và một buổi bán bánh, phụ giúp gia đình bằng cách cày ruộng. Giám mục Lợi sau này cho rằng những vất vả thuở thiếu thời giúp ông dễ dàng đón nhận các vất vả trong đời sống tu trì.
Cậu bé Lê Tấn Lợi từ khi còn nhỏ đã có ước muốn đi theo con đường tu trì, vì sự cảm phục đối với cha sở của mình. Tuy vậy, ước muốn này khó thành sự vì sau năm 1975, việc tu học trở nên khó khăn. Cậu Lê Tấn Lợi khởi đầu con đường tu học của mình vào năm 1991 (khi ông đang học đại học), bằng việc tham gia lớp dự tu Carôlô  của Giáo phận Cần Thơ. Chủng sinh Phêrô Lợi theo học lớp này đến năm 1993 thì theo học tại Đại chủng Viện Thánh Quý, Cái Răng, Cần Thơ cho đến năm 2000. Ông là chủng sinh khóa 3A của Đại chủng viện này, vốn gồm các chủng sinh đến từ ba giáo phận: Cần Thơ, Long Xuyên và Vĩnh Long.

## Linh mục
Ngày 22 tháng 6 năm 2000, Phó tế Lê Tấn Lợi được truyền chức linh mục bởi Giám mục Emmanuel Lê Phong Thuận, trở thành linh mục thuộc linh mục đoàn Giáo phận Cần Thơ. Tân linh mục được bổ nhiệm chức phó xứ giáo xứ Phụng Hiệp, hạt Đại Hải và giữ chức nhiệm này cho đến năm 2003.
Linh mục Lê Tấn Lợi sau đó được cho đi du học tại đại học Giáo Hoàng Urbaniana, Rôma vào năm 2004, và ông tốt nghiệp Cử nhân, và sau đó là Tiến sĩ Thần học Thánh Kinh.Trở về Việt Nam năm 2011, ông thực hiện mục vụ tại Đại Chủng Viện Thánh Quý, Cần Thơ cho đến ngày được bổ nhiệm chức giám mục. Trong thời gian này, ông là Đặc trách Chủng Sinh Giáo phận Cần Thơ,  Trưởng Ban Thánh Kinh, Giáo phận Cần Thơ (2012-2018), Giáo sư thỉnh giảng tại Đại Chủng Viện Đức Mẹ Vô Nhiễm, Giáo phận Bùi Chu (từ 2015), và Giám học Đại Chủng viện Thánh Quý Cần Thơ từ năm 2017. 
Linh mục Lê Tấn Lợi là tác giả các tài liệu học hỏi Kinh Thánh, đăng trên trang Giáo phận Cần Thơ.

## Giám mục
Ngày 25 tháng 3 năm 2023, Văn phòng Báo chí Tòa Thánh loan tin Giáo hoàng Phanxicô bổ nhiệm linh mục Phêrô Lê Tấn Lợi làm Giám mục phó Giáo phận Cần Thơ. Với tin bổ nhiệm này, tân giám mục chính thức trở thành giám mục trẻ nhất của hàng giám mục của Việt Nam. Cùng trong bản tin này, Tòa Thánh cũng loan tin bổ nhiệm Giám mục Louis Nguyễn Anh Tuấn, Giám quản Giáo phận Hà Tĩnh làm giám mục chính tòa giáo phận này, và linh mục Phêrô Kiều Công Tùng làm Giám mục chính tòa Giáo phận Phát Diệm. Giám mục Tân cử cho biết ông ít vui mừng, trong khi đầy rẫy lòng lo lắng. Một thư thông báo của Giám mục chính tòa Stêphanô Tri Bửu Thiên đã được ký ngày 26 tháng 3 để thông báo về tin này cho giáo dân giáo phận Cần Thơ. Một buổi chầu Thánh Thể để cầu nguyện cho Giám mục Tân cử được cử hành sau khi tin bổ nhiệm được công bố, do linh mục Tổng Đại diện Giáo phận Carolo chủ sự. Tham dự buổi chầu có Giám mục Tân cử Lê Tấn Lợi, các linh mục Hạt Cần Thơ, các linh mục giáo sư chủng viện, các chủng sinh và tu sĩ cũng như nhân viên Đại chủng viện.
Giám mục Tân cử đã có buổi phóng vấn cùng báo Công giáo và Dân tộc sau khi tin bổ nhiệm được công bố. Khi được hỏi cảm tình của ông về người dân giáo phận, Giám mục Tân cử Lê Tấn Lợi cho biết ông ấn tượng tính thật thà, chất phác, gần gũi và dễ mến,... của người dân miền Tây thuộc giáo phận. Về đời sống đạo, ông nhận định họ rất nhiệt thành trong các việc từ thiện bác ái, cũng như các việc "đạo đức bình dân". Giám mục Tân cử cũng thừa nhận về thực trạng di cư của người trẻ ra khỏi giáo phận, và cho rằng cần thích nghi trước thực trạng này, cũng như chuẩn bị kỹ lưỡng về Đức Tin cho các tín hữu trẻ tuổi để họ kiên vững trong đời sống. Chia sẻ về vấn đề truyền giáo tại giáo phận có danh xưng "Giáo phận Truyền giáo", giám mục Tân cử cho biết ông và linh mục đoàn sẽ cộng tác với giám mục chính tòa Tri Bửu Thiên để thực thi công việc từ thời cố giám mục Emmanuel Lê Phong Thuận để lại. Ông cho biết, với tư cách là một nhà đào tạo chủng sinh, ông mong muốn chủng sinh có lòng khát khao việc truyền giáo, và đánh giá rằng nếu [chủng sinh] chỉ có mỗi kỹ năng thì chưa đủ để thực hiện công việc truyền giáo. Nói về việc truyền bá việc học Kinh Thánh đến giáo dân, giám mục Lợi cho biết ông không có phương pháp riêng, và nhận thấy giáo phận đã thúc đẩy việc này dưới thời Giám mục Tri Bửu Thiên, cách riêng khởi phát từ năm 2001. Ông cho biết luôn khao khát đưa Lời Chúa đến với giới bình dân.
Trong cuộc phỏng vấn với Ban Truyền thông Hội đồng Giám mục Việt Nam, trả lời câu hỏi vì rất khó để tìm kiếm thông tin về ông trên mạng, ông thừa nhận mình là một người rất ít xuất hiện trước đám đông, vì các công việc tại chủng viện. Nói về thao thức về người linh mục, Giám mục Tân cử cho biết Giáo hội chỉ cần những người linh mục thánh thiện và nhiệt thành, là những người không những biết Lời Chúa, nhưng là "của" Lời Chúa, không những truyền đạt kiến thức về Chúa, nhưng truyền đạt kinh nghiệm sống của bản thân linh mục cho người khác.

### Khẩu hiệu và huy hiệu
Giám mục Tân cử Lê Tấn Lợi chọn khẩu hiệu Chúa biết con...", lấy cảm hứng từ Kinh Thánh Gioan Chương 21, câu 16: Thầy biết con yêu mến Thầy của Thánh Phêrô. Ông cho biết không đủ tự tin để tuyên xưng như thánh nhân, chỉ biết xưng với Chúa rằng Chúa biết con yếu đuối,  Chúa biết con tội lỗi và Chúa biết con cần Chúa. Từ ý nghĩa này, Giám mục Tân cử chọn hình ảnh huy hiệu là đôi bàn tay đang cầu nguyện, được mô tả là bàn tay đang van xin cầu nguyện với Chúa, với ý nghĩa là nhắc nhớ ông luôn biết trông cậy vào Thiên Chúa.

### Lễ tấn phong và tạ ơn
Giám mục Tân cử dành thời gian tĩnh tâm tại Đan viện Biển Đức đồi Hiển Linh.
Theo thông báo đề ngày 13 tháng 4 năm 2023, nghi lễ tuyên xưng Đức Tin của Giám mục Lê Tấn Lợi sẽ được cử hành vào 19 giờ 30 tối ngày 17 tháng 5 tại nguyện đường Trung tâm Mục vụ Giáo phận Cần Thơ. Trên thực tế, buổi lễ đã diễn ra vào lúc 20 giờ ngày 17 tháng 5, với vị chủ sự giờ Chầu Thánh Thể là Giám mục Phêrô Huỳnh Văn Hai, Giám mục Chính tòa Giáo phận Vĩnh Long. Tổng giám mục Marek Zalewski đã ký xác nhận nghi thức, trong khi các thành viên Hội đồng Giám mục Việt Nam, linh mục đoàn và giáo dân cũng có mặt trong buổi nghi thức này.
Lễ truyền chức cho Giám mục Tân cử dự kiến được tổ chức vào lúc 8 giờ ngày 18 tháng 5 năm 2023 tại Trung tâm Mục vụ Giáo phận Cần Thơ, theo thông cáo từ Tòa giám mục. Lễ tấn phong được truyền hình trực tiếp và phát trên website giáo phận Cần Thơ. Chủ sự nghi thức tấn phong là Giám mục Stêphanô Tri Bửu Thiên và hai vị phụ phong là Giám mục Đa Minh Hoàng Minh Tiến, Giám mục Chính tòa Giáo phận Hưng Hóa và Giám mục Đa Minh Nguyễn Văn Mạnh, Giám mục Chính tòa Giáo phận Đà Lạt. Đồng tế và tham dự lễ tấn phong còn có Đại diện không thường trú của Giáo hoàng tại Việt Nam, Tổng giám mục Marek Zalewski, Hồng y Phêrô Nguyễn Văn Nhơn, các giám mục, linh mục, tu sĩ, chủng sinh và cộng đoàn giáo dân.

### Mục vụ
Trong kỳ họp thường niên kỳ I-2023 tại Tòa giám mục Vinh tháng 4 năm 2023, Tổng Giám mục Giuse Nguyễn Chí Linh, Chủ tịch Uỷ ban Mục vụ Di dân đề nghị Hội đồng Giám mục Việt Nam chấp thuận một giám mục hỗ trợ công tác mục vụ của Ủy ban Mục vụ Di dân. Giám mục Tân cử Lê Tấn Lợi được các giám mục bầu chọn làm Phó Chủ tịch Uỷ ban Di Dân.
Ngày 1 tháng 1 năm 2025, Tòa Thánh chấp thuận đơn từ nhiệm của Giám mục Stêphanô Tri Bửu Thiên. Giám mục Lê Tấn Lợi chính thức kế vị chức giám mục chính tòa Cần Thơ. Tân giám mục chính tòa đã cử hành lễ khai mạc sứ vụ của mình tại Nhà thờ chính tòa Cần Thơ vào sáng ngày 6 tháng 1 cùng năm. Giám mục Lợi cho biết giáo phận Cần Thơ đang viết tiếp các trang sử của mình, không phải lịch sử giáo phận đã sang trang mới. Ông cũng mong muốn giáo phận tiếp tục là một giáo phận truyền giáo và trong tương lai, [truyền giáo] bằng các việc làm cụ thể.

## Tông truyền
Giám mục Phêrô Lê Tấn Lợi được tấn phong giám mục năm 2023, thời Giáo hoàng Phanxicô, bởi:
- Giám mục Chủ phong: Stêphanô Tri Bửu Thiên, Giám mục chính tòa Giáo phận Cần Thơ
- Hai giám mục Phụ phong: Đa Minh Hoàng Minh Tiến, Giám mục chính tòa Giáo phận Hưng Hóa và Đa Minh Nguyễn Văn Mạnh, Giám mục chính tòa Giáo phận Đà Lạt

Giám mục Phêrô Lê Tấn Lợi là Phụ phong trong nghi thức truyền chức cho giám mục:
- Năm 2025, giám mục Phaolô Nguyễn Quang Đĩnh, hiện đang là Giám mục phụ tá Giáo phận Hưng Hóa

Dưới đây là sơ đồ tính Tông truyền từ giám mục Việt Nam đầu tiên được giám mục ngoại quốc chủ phong cho đến đời Giám mục Lê Tấn Lợi.
Giám mục Phêrô Lê Tấn Lợi là giám mục phụ phong cho giám mục:
- Năm 2025, giám mục Phaolô Nguyễn Quang Đĩnh, hiện là Giám mục phụ tá Giáo phận Hưng Hóa